# Pepe Monje
José María Pepe Monje Berbel (Buenos Aires, 22 de marzo de 1967) es un actor y director  argentino de cine, teatro y televisión. Es miembro activo del cuerpo de Bomberos Voluntarios en la Ciudad de Buenos Aires.

## Televisión
Tuvo varias participaciones televisivas en las que interpretó personajes tanto cómicos como dramáticos.
| Televisión | Televisión                        | Televisión                                | Televisión             |
| ---------- | --------------------------------- | ----------------------------------------- | ---------------------- |
| Año        | Título                            | Personaje                                 | Notas                  |
| 1981       | Festival infantil                 |                                           |                        |
| 1982       | Un tal Servando Gómez             |                                           |                        |
| 1983       | Señorita maestra                  | Fito Zavaleta                             | Elenco infantil        |
| 1983       | Pelito                            | Nico                                      | Elenco infantil        |
| 1987       | Tiempo cumplido                   | Matías                                    | Recurrente             |
| 1987       | Vinculos                          | Martin                                    | Recurrente             |
| 1989       | Así son los míos                  |                                           |                        |
| 1991       | Alta comedia                      |                                           |                        |
| 1991       | Grande Pa!                        | Damián                                    | Recurrente             |
| 1993       | Dos al toque                      |                                           |                        |
| 1994       | Sin condena                       |                                           |                        |
| 1995       | Poliladron                        | "El Oreja"                                | Participación Especial |
| 1995       | La hermana mayor                  |                                           |                        |
| 1996       | 90-60-90 Modelos                  | Oscar Caroglio                            | Participación Especial |
| 1996       | Verdad consecuencia               | Pablo Quintana                            | Elenco Secundario      |
| 1997       | Inex, la sombra de la verdad      |                                           |                        |
| 1999       | Mamitas                           |                                           |                        |
| 2000       | Los médicos de hoy                | Chapa                                     | Recurrente             |
| 2000       | Tiempo final (un episodio)        | Episodio 3 Venenosos                      | Participación Especial |
| 2000       | Los buscas de siempre             | Claudio Rizzo                             | Recurrente             |
| 2001       | Los médicos de hoy 2              | Chapa                                     | Recurrente             |
| 2001       | Cuentos de película (un episodio) | Gaspar                                    | Participación Especial |
| 2001       | PH, propiedad horizontal          | Juanjo                                    | Participación Especial |
| 2002       | Kachorra                          | Germán Capello                            | Elenco Secundario      |
| 2002       | Máximo corazón                    |                                           |                        |
| 2002       | Infieles                          | (Episodio 5)                              | Participación Especial |
| 2003       | Hospital público                  |                                           | Participación Especial |
| 2003       | Los simuladores (un episodio)     | Oficial Javier Loyola                     | Participación Especial |
| 2004       | Culpable de este amor             | Gastón Rivero                             | Participación Especial |
| 2004       | Epitafios                         | Rulo                                      | Participación Especial |
| 2005       | Amor en custodia                  | Ernesto "Tango" Salinas                   | Antagonista            |
| 2006       | Doble venganza                    | Quique                                    |                        |
| 2006       | Collar de Esmeraldas              | Tony                                      |                        |
| 2007       | El hombre que volvió de la muerte | Federico Páez                             | Coprotagonista         |
| 2008       | Por amor a vos                    | Nito Gil                                  | Elenco Secundario      |
| 2008       | Mujeres asesinas                  | Miguel. EP. Marga, víctima                | Participación Especial |
| 2009       | Enseñame a vivir                  | Ángel Farsa                               | Coprotagonista         |
| 2009-2010  | Consentidos                       | Diego Miraflores                          | Elenco Secundario      |
| 2010       | Alguien que me quiera             | Nito Gil                                  | Elenco Secundario      |
| 2011       | Los únicos                        | Hugo Albarracín                           | Coprotagonista         |
| 2011       | Tiempo de pensar                  | "Milagros" Episodio 8                     | Participación Especial |
| 2014       | Coma, el amor te despierta        | Pedro "Cuervo" Barrios                    | Protagonista           |
| 2015       | La verdad                         | Ernesto Bedoya                            | Elenco Secundario      |
| 2017       | Heidi, bienvenida a casa          | Gerardo García                            | Elenco Secundario      |
| 2021       | Maradona, sueño bendito           | Diego Maradona Padre "Don Diego" (adulto) | Coprotagonista         |
| 2023       | Las bellas almas de los verdugos  | Di Chiano                                 | Participación especial |

## Cine
| Cine | Cine                             | Cine                  | Cine |
| Año  | Título                           | Personaje             |      |
| ---- | -------------------------------- | --------------------- | ---- |
| 1983 | El arreglo                       |                       |      |
| 1986 | La Noche de los Lápices          | Panchito              |      |
| 1995 | Peperina                         |                       |      |
| 1996 | Carlos Monzón, el segundo juicio | Oficial Parodi        |      |
| 1997 | Cenizas del paraíso              | Guardia Cacho         |      |
| 2000 | Chicos ricos                     | Andy Bieri            |      |
| 2001 | Punta de flecha (cortometraje)   | Nahuel                |      |
| 2001 | Animalada                        | Miranda               |      |
| 2015 | Copahue (cortometraje)           | Marcelo               |      |
| 2017 | Sólo se vive una vez             | Bombero               |      |
| 2024 | Los simuladores                  | Oficial Javier Loyola |      |

## Vídeos musicales
| Año  | Canción              | Personaje | Intérprete   |
| ---- | -------------------- | --------- | ------------ |
| 1994 | Deja de pedir perdón |           | Diego Torres |